# آيريس مردوك
جان آيريس مردوك (15 يوليو 1919 - 8 فبراير 1999)، كاتبة وفيلسوفة وناقدة أيرلندية، اشتهرت بأعمالها الروائية حول الخير والشر والعلاقات الجنسية والأخلاقيات فضلًا عن قوة اللاوعي. تعتبر من أهم الكتاب البريطانيين في القرن العشرين، صنَّفت صحيفة التايمز البريطانية مردوك الثانية عشرة على قائمة (أعظم 50 كاتب بريطاني منذ عام 1945م).
أولى الروايات التي نُشِرت لها هي أسفل الشباك، والتي أُختيرت في عام 1998م بحسب دار مودرن لايبراري كواحدة من أفضل 100 رواية مكتوبة باللغة الإنجليزية في القرن العشرين. وفي عام 1987م حصلت آيريس على إحدى الرتب فائقة الامتياز التي تمنحها الإمبراطورية البريطانية، وهي وسام السيدة القائدة.
صدر لها 4 كتب في الفلسفة، وديوان شعري و6 مسرحيات، ومجموعة من المقالات إضافة إلى 26 رواية منها، الجرس (1958) الرأس المبتورة (1961) الأحمر والأخضر (1965) اللطيف والجيد (1968) الأمير الأسمر (1973) هنري وكاتو (1976) البحر (1978، جائزة بوكر) تلميذ الفيلسوف (1983) الممتهن الجيد (1985) الكتاب والأُخُوًة (1987) رسالة إلى الكوكب (1989) الفارس الأخضر (1993). أصيبت ايريس بمرض ألزهايمر في أواخر حياتها، وتوفيت في عام 1999 جراء تداعيات المرض.

## حياتها
ولِدت مردوك في حي فيبسبورو في مدينة دبلن في أيرلندا، وهي أُخت كلٍ من إيرين أليس (ني ريتشاردسون 1899-1985) ويلز جون هيوز مردوك. عَمِلَ والدها بالخدمة المدنية وقد جاء من قرية هيلهول في مقاطعة داون ونشأ في أسرة مشيخية تعتمد أساسا على تربية المواشي. وفي عام 1915م جُنِّدَ كجندي في سلاح فرسان الملك إدوارد وخدم في فرنسا خلال الحرب العالمية الأولى، قبل أن يحصل على رُتبة كملازم ثان. أمّا والدتها فكانت تتدرب كمغنية قبل أن تلد أيريس، وقد نشأت في أسرة من الطبقة المتوسطة تابعة للكنيسة الأيرلندية في مدينة دبلن. التقى والدا أيريس لأول مرة في دبلن، عندما كان والدها في إجازة، ثم تزوجا في عام 1918م.:14 كانت أيريس الطفلة الوحيدة للزوجين، وبعد بضعة أسابيع من ولادتها انتقلت العائلة إلى لندن، حيث التحق الوالد بوزارة الصحة بوصفهِ موظفا من الدرجة الثانية.:67

### التعليم
تلقت مردوخ تعليمها في مدارس تدريجية غير حكومية؛ حيث التحقت بمدرسة فرويبل دونيستراشن في عام 1925م، ثم مدرسة بادمنتوم في مدينة بريستول كمُغترِبة في الفترة من 1932م حتى 1938م. وفي نفس العام، التحقت بكلية سمرفيل جامعة أوكسفورد بهدف تعلٌم اللغة الإنجليزية، ثم حوَّلت لدراسة الكلاسيكيات. درست الفلسفة في جامعة أُكسفورد مع دونالد م. ماكينون، وحضرت ندوات إدوارد فرانكل عن مسرحية أجاممنون. حصلت على مرتبة الشرف الأولى في عام 1942م. بعد تركِها لجامعة أُكسفورد، توجهت للعمل في لندن في هيئة خزينة صاحبة الجلالة الحكومية. في شهر يونيو من العام 1944م، غادرت الخزانة وذهبت للعمل لدى إدارة الأمم المتحدة للإغاثة وإعادة التأهيل. في البداية، كان تعيينها في المكتب الإقليمي الأوروبي للوكالة في لندن. أمّا في عام 1945م، انتقلت أولا إلى بروكسل، ثم إلى إنسبروك، وأخيرا إلى غراتس في النمسا، حيث عملت في مخيم للاجئين. حتى تركت الإدارة في عام 1946م.:245
وفي الفترة من 1947م حتى 1948م قامت أيريس مردوك بتحضير الدراسات العليا في مجال الفلسفة في كلية نيونهام بجامعة كامبريدج. هُناك التقت فيتجنشتاين، ولكنها لم تستمع لأي من محاضراته، وذلك لأنه كان قد ترك العمل كأستاذ في كلية الثالوث (كامبريدج) قبل التحاقها بالدراسات العليا.:262–263 وفي عام 1948م أصبحت إحدى أعضاء هيئة التدريس في كلية سانت آن بجامعة أكسفورد، حيث درّست الفلسفة حتى عام 1963م. أمّا من عام 1963م حتى 1967م درّست ليوم واحد في الأسبوع في قسم الدراسات العامة في الكلية الملكية للفنون.:469

### الزواج
تزوجت مردوك في عام 1956م من الناقد الأدبي والروائي جون بايلي. كان جون بايلي قد عَمِلَ كأستاذ للغة الإنجليزية في كلية وارتون بجامعة أوكسفورد في الفترة من 1974م إلى 1992م، حيث التقت أيريس به في أوكسفورد عام 1954م. دامت هذه العلاقة الرومانسية غير العادية لأكثر من أربعين عامًا حتى وفاة مردوك. رأى بايلي أن قضية الجنس ما هي إلا مسألة سخيفة ولكن لا مفر منها، على عكس مردوك التي كان لها قضايا متعددة مع كلًٍ من الرجل والمرأة الذين شهدهم بايلي نفسه من حين لآخر.

### المؤلفات
نشرت أيريس مردوك روايتها الأولى أسفل الشباك في عام 1954م، وكانت قد نشرت من قبل مقالات في مجال الفلسفة، فضلًا عن نشر أول أفرودة باللغة الإنجليزية عن جان بول سارتر. فيما بعد أصدرت 25 رواية آُخرى وأعمال إضافية في الفلسفة، وكذلك في الشعر والمسرح. وفي عام 1976م، منحتها الإمبراطورية البريطانية وسام القائد، ثم في عام 1987م، حصلت على رتبة السيدة القائدة من رتبة الإمبراطورية البريطانية.:571, 575 حصلت على دكتوراه فخرية من أكثر من جامعة -على سبيل المثال لا الحصر- جامعة باث (دكتوراه في الآداب، 1983م)، وجامعة كامبردج عام 1993م، وجامعة كينغستون عام 1994م. فيما تم انتخابها للعضوية الفخرية الخارجية في الأكاديمية الأمريكية للفنون والعلوم في عام 1982م.
نشرت أيريس مردوك روايتها الأخيرة -معضلة جاكسون- في عام 1995م. أمّا في عام 1997م، أُصيبت أيريس بمرض ألزهايمر ثم توفيت في عام 1999م.

## الكتابات

### الفلسفة
تأثرت كتاباتها الفلسفية بكلٍ مِن سيمون فايل، والتي استعارت منها أيريس مصطلح «الانتباه»، وأفلاطون، وهو من أدعت القتال تحت رايته.:76 أرادت أيريس إعادة إحياء أفكار أفلاطون عن طريق منحِها القوة لحقيقة الخير، وللشعور الغامض بالحياة الأخلاقية بوصفها رحلة طويلة من الوهم إلى الحقيقة. ومن خلال وجهة النظر هذه، تعرض مردوك انتقادات حادة من كلٍ من كانط وسارتر وفيتجنشتاين («سابقًا» و«لاحقًا»)

### الخيال
اتبعت في رواياتها التي تتسم بالسخاء والاهتمام بدواخل حياة الأفراد، تقاليد بعض الروائيين، مثل دوستويفسكي وتولستوي وجورج إليوت ووبروست، وذلكَ إلى جانب إظهار حب شكسبير الراسخ. ومع ذلك هناك تشكيلة هائلة في إنجازها، وبنية الطبقات الغنية والخيال الهزلي الممزوج بالواقعية المُفحمة في رواية الأمير الأسمر (1973)، تختلف عن الروايات الهزلية السابقة، مثل أسفل الشباك (1954) أو وحيد القرن (1963). تعد وحيد القرن واحدة من الروايات الرومانسية القوطية التي تروق لذوي الثقافة الرفيعة، أو رواية مُحلاة بالزخارف القوطية، أو ربما تُعد بمثابة محاكاة ساخرة للأسلوب القوطي في الكتابة. أمَّا رواية الأمير الأسمر، التي فازت عنها مردوك بجائزة جيمس تيت الأسمر التذكارية الأدبية، فتعد دراسة في الهوس الجنسي. ويصبح النص أكثر تعقيداً بوجود تفسيرات متعددة عندما تعارض بعض الشخصيات الثانية الراوي أو الكاتب الغامض للكتاب في سلسلة من التتابعات. وعلى الرغم من أن رواياتها تختلف عن بعضها البعض بشكل ملحوظ وأن أسلوبها قد تطور، فإن الموضوعات تتكرر. فغالبًا ما تحتوي رواياتها على رجال مثقفين، من الطبقة المتوسطة العليا، واقعين في مَأَزق أخلاقية أو شخصيات مثلية الجنس أو لاجئين أو أنجلوكاثوليكيين لديهم أزمات مع الإيمان أو حيوانات أليفة متعاطفة أو أطفال شغوفين بالمعرفة أو أحيانًا رجل ذو قوة وروح شيطانية «ساحر» يفرض إرادته على الشخصيات الأخرى، وهناك نوع من الشخصيات الذكورية يعتبرها البعض تجسيد مردوك لعشيقها، الحائز على جائزة نوبل، إلياس كانيتي.:350–352
حصلت مردوك على جائزة البوكر عام 1978م عن رواية البحر، البحر، وهي رواية دقيقة التفاصيل عن قوة كلٍ من الحب والفقدان، تضم الرواية مدير مرحلة متقاعد الذي تملكت منه الغيرة عندما رأى حبيبته السابقة بعد عدة عقود من فراقها. في عام 1997، ظهرت مجموعة الكتابات الشعرية المصرح بها -قصائد أيريس مردوك-، وقد أعدها كلٌ من بول هولا ويوزو مرويا للنشر. تحولت بعض أعمالها إلى أعمال تلفزيونية، بما في ذلك المسلسلان البريطانيان المأخوذان من روايتيها الوردة غير الرسمية والجرس. صنعت المُعالجة جيه بي بريستلي الدرامية لروايتها لعام 1961م الرأس المبتورة من كلٍ من إيان هولم وريتشارد أتينبورو نجمًا مُتَميّزًا.
منحتها جمعية القلم الإنجليزي في عام 1997م جائزة القلم الذهبي «لتكريس حياتها للخدمة المتميزة للأدب».

## الحياة السياسية
فازت أيريس مردوك في عام 1946م بمنحة دراسية في كلية فاسار، ولكن تم رفض تأشيرة دخولها الولايات المتحدة لأنها كانت منضمة للحزب الشيوعي في بريطانيا العظمى في عام 1938م عندما كانت طالبة في جامعة أكسفورد. غادرت الحزب في عام 1942م، عندما ذهبت للعمل في وزارة المالية، لكنها ظلت متعاطفة مع الشيوعية لعدة سنوات.:172:15 بعد عدة سنوات سُمِحَ لها بزيارة الولايات المتحدة، ولكن كانت دائما تحصل على استثناء من تطبيق أحكام قانون ماكاران، التي منعت أعضاء الحزب الشيوعي وأعضائه السابقين من دخول البلاد. وفي مقابلة صحفية مع مجلة باريس ريفيو في عام 1990م، قالت إن عضويتها في الحزب الشيوعي قد جعلتها ترى «مدى قوة ومهابة تلك [الماركسية]، ولكن بالتأكيد في شكلها المنظم».:210
وبصرف النظر عن عضويتها في الحزب الشيوعي، فإن تراثها الأيرلندي يشكل الجانب الحسّي الآخر في حياة مردوك السياسية المثيرة للاهتمام. يدور جزء من هذا الاهتمام حول حقيقة أنه على الرغم من كونها أيرلندية بالميلاد والنسب، فإن مردوك لا تعرض مجموعة الآراء السياسية التي من المفترض أن يتجه إليها من هو من هذا الأصل: «لا يتفق الجميع على من يحق له أن يُدعي باسم الهوية الأيرلندية. يطلق أولاد عمومة أيريس -بلفاست- على أنفسِهم بريطانيين وليس أيرلانديين... [ولكن] من أب وأم تربَّيا في أيرلندا، والنسب في أيرلندا الشمالية والجنوبية تعود ثلاثة قرون. أيريس لديها الصلاحية في الإدعاء بأنها أيرلندية كمعظم الأميركيين الشماليين بأن يدعوا أنفسهم أميركيين».:24

## السير الذاتية والمذكرات
كانت السيرة الذاتية التي كتبها بيتر جى كونرادي في عام 2001 هي ثمرة بحث طويل ومدخل مسموح به للمجلات والصحف الأخرى. وكان الدافع لهذا العمل هو علاقة الحب والصداقة بينه وبين مردوك التي استمرت منذ التقيا عندما كانت تلقي محاضرات جيفورد وحتى وفاتها. وقد لاقى الكتاب استقبالا حسنا، وقد علق عليه جون أبدايك قائلا: «لن تكون هناك حاجة للشكوى من السير الذاتية الأدبية فيما بعد [...] إذا كانت كلها بنفس المستوى الجيد». ويتناول النص العديد من الأسئلة الشائعة حول مردوخ، مثل كيفية كونها أيرلندية، ما هو الاتجاه السياسي المنتمية له..إلخ. على الرغم من كون كونرادي ليس مؤرخًا متدربا، فإن اهتمامه بإنجازات مردوك كمفكرة يظهر جليًا من خلال السيرة الذاتية، وقد تجلى أكثر في عمله السابق في مجال النقد الأدبي القديس والفنان: دراسة لأعمال أيريس مردوك (ماكميلان 1986، هاربر كولينز 2001). وقد استدعى أيضا مواجهات شخصية له مع مردوك حول التحول إلى البوذية في كتيبين أصدرهما عام 2005 وهما: الذعر والفراغ، بوذا وأنا. ويوجد أرشيف لكونراد مختص بالمواد المُتعلقة بمردوك، جنبا إلى جنب مع مكتبة أيريس مردوك بجامعة أكسفورد، في جامعة كينغستون.
قدم أ.ن. ويلسون سردًا لحياة مردوك المليئة بألوان الطموح في كتابه الذي نشره عام 2003م "أيريس مردوك كما عرفتها". وصف جالين ستراوسون هذا العمل في جريدة الغارديان ب"الكاشف الضار"، ووصفها ولنسون نفسه بالسيرة الذاتية المضادة". يتجنب ويلسون الموضوعية، لكنه في الوقت ذاته يحرص على التأكيد على ميله لهذا الموضوع. يوضح ويلسون أن مردوك "كانت إحدى الشابات البهيجات ... التي كانت تستعد دائما للذهاب للنوم بمفردها".:59 على الرغم من أن فكر مردوخ هو مصدر الإلهام لكونرادي، فإن ويلسون يرى أن عمل مردوخ الفلسفي ما هو إلا شتات. أفصح ويلسون في لقاء إذاعي على راديو بي بي سي 4 عن رأيه في مردوك وأعمالها في عام 2009م، وكان مقرًا بأن ما من طبيب يمكنه أن يُجزم بأن نضال مردوك من أجل أن تُتم كتابها الفلسفي الأخير الميتافيزيقيا كدليل على الأخلاق، عمل على تقلص شعورها باليأس وأدى إلى إصابتها بالألزهايمر في وقتٍ قصير.
التقى ديفيد مورغان بأيريس مردوك في عام 1964م، عندما كان طالبًا في الكلية الملكية للفنون. :475 وقد وصف في مذكرته لعام 2010م «مع الحب والغضب: صداقة مع أيريس مردوك» علاقة صداقتيها التي استمرت مدى الحياة.
كتب جون بايلي مذكرتين عن حياته مع أيريس مردوك. نُشِرت مذكرة « ايريس: مذكرة  في المملكة المتحدة» في عام 1998م، قبل وقت قصير من وفاتها. ثم نُشِرت الطبعة الأمريكية في عام 1999م باسم مرثاة أيريس. وفيما بعد في نفس العام نُشِرت تكملة بعنوان «أيريس وأصدقائها» بعد وفاتها. رسمت الفنانتان كيت وينسلت وجودي دِنش مردوك في فيلم المُخرِج ريتشارد إير أيريس عام 2001م، مُستنًدتين على ذكريات بايلي لزوجته وقد تمكن منها مرض الألزهايمر.
أذاع راديو بي بي سي 4 في عام 2015م «الموسم أيريس مردوك» مع عدد من مذكرات بعض المُقربين منها، إلى جانب تمثيليات لرواياتها.

## الرسائل
لم تقتصر كتابات آيريس مردوك على أعمالها الروائية بل تركت خلفها إرثا ملفتا من الرسائل للأصدقاء والصديقات، بلغت 760 رسالة، بمجموع 3000 صفحة محفوظة في مركز آيريس مردوك للدراسات في جامعة كينغستون الذي وصفت مديرته الرسائل بأنها تحمل رؤية نادرة عن حياة مردوك وأفكارها الخاصة، وقد وصفت مردوك نفسها في أحد رسائلها لصديقتها الفيلسوفة فيليبا فوت في مايو/ أيار 1968 بأنها «كاتبة رسائل لا تكل ولا تمل» 

## فيلم آيريس
في عام 2001 أنتج المخرج الأمريكي ريتشارد إير فيلما يتناول سيرة حياة آيريس مردوخ استنادا على مذكرات زوجها جون بايلي، والتي نشرها في العام 1998 عندما كانت تُعاني من مرض الألزهايمر، وحصل الفيلم على جائزة الأوسكار لأفضل ممثل مساعد.

## الأعمال
| الروايات - أسفل الشِباك (1954) - الهروب من العراف (1956) - قلعة الرمال (1957) - الجرس (1958) - رأس مقطوعة (1961) - وردة غير رسمية (1962) - وحيد القرن (1963) - الفتاة الإيطالية (1964) - الأحمر والأخضر (1965) - زمن الملائكة (1966) - اللطيف والطيب (1968) - حلم برونو (1969) - هزيمة عادلة مشرفة (1970) - رجل طارئ (1971) - الأمير الأسود (1973)، حازت على جائزة تيت جيمس بلاك التذكارية - آلة الحب المُقدَّس والمُدنَّس (1974)، حازت لعى جائزة يتبريد الأدبية في الخيال - طفل الكلمة (1975) - هنري وكاتو (1976) - البحر، البحر (1978)، حازت لى جائزة البوكر - راهبات وجنود (1980) - تلميذ الفيلسوف(1983) - المتدرب الطيب (1985) - الكتاب والأُخُوة (1987) - رسالة إلى الكوكب (1989) - الفارس الأخضر (1993) - معضلة جاكسون (1995) - الوجوديين والصوفيون: كتابات في الفلسفة والأدب (1997) المسرحيات - اليرأس المبتورة (مع جى. بي. بريستلي، 1964) - الفتاة الإيطالية (مع جيمس سوندرز، 1969) - الأسهم الثلاث والخدم والثلج (1973) - الخدم (1980) - أكستوس: اثنان من الحوارات الأفلاطونية (1986) - الأمير الأسمر (1987) المجموعات الشعرية - عام من الطيور (1978، طبعة منقحة، 1984) - قصائد أيريس مردوك (1997) القصص القصيرة - شىء ما خاص (1957) - سيادة الخير (1970) - النار والشمس (1977) - ما وراء الطبيعة كمرشد للأخلاق (1992) الفلسفة - سارتر: العقلانية رومانسية (1953) |